# Alice (film, 1990)
Alice je ameriški romantično fantazijski film iz leta 1990, ki ga je režiral in zanj napisal scenarij Woody Allen. V glavnih vlogah nastopajo Mia Farrow, Joe Mantegna in William Hurt. Film ohlapno temelji na predelavi Fellinijevega filma Giulietta in duhovi iz leta 1965. Zgodba govori o newyorški gospodinji iz zgornjega razreda Alice (Mia Farrow), ki ji obisk zdravilca v kitajski četrti povsem spremeni pogled sebe in svoje življenje.
Film so kritiki ocenili blago pozitivno, finančno pa je film prinesel izgubo, saj je dosegel prihodek 7.331.647 $ v Severni Ameriki ob cenjenem proračunu 12 milijonov $. Allen je bil nominiran za oskarja in nagrado Združenja ameriških filmskih in TV scenaristov za najboljši scenarij, Mia Farrow pa je bila nominirana za Zlati globus za najboljšo glavno žensko vlogo v komediji ali muzikalu. 

## Vloge
- Mia Farrow kot Alice Smith Tate
  - Rachel Miner kot 12-letna Alice
  - Kristy Graves kot 18-letna Alice
- Joe Mantegna kot Joe Ruffalo
- William Hurt kot Doug Tate
- Blythe Danner kot Dorothy
  - Laurie Nayber kot mladi Dorothy
- June Squibb kot Hilda
- Holland Taylor kot Helen
- Peggy Miley kot Dorothyjina pomočnica
- Robin Bartlett kot Nina
- Keye Luke kot dr. Yang
- Judy Davis kot Vicki
- Alec Baldwin kot Ed
- Bernadette Peters kot Muse
- Cybill Shepherd kot Nancy Brill
- Gwen Verdon kot Alicina mati
- Patrick O'Neal kot Alicin oče
- Diane Salinger kot Carol
- Bob Balaban kot Sid Moscowitz
- Caroline Aaron kot Sue
- James Toback kot profesor
- Elle Macpherson kot fotomodel
- Lisa Marie kot gostja božične zabave